# Стамбульская инициатива о сотрудничестве

Страны, входящие в Стамбульскую инициативу о сотрудничестве

Стамбу́льская инициати́ва о сотру́дничестве (сокр. СИС; англ. Istanbul Cooperation Initiative; ICI) — проект, целью которого является содействие сотрудничеству между странами Персидского залива и НАТО. В СИС входят Бахрейн, Катар, Кувейт и Объединённые Арабские Эмираты.

## Создание СИС
Во время Стамбульского саммита НАТО 28 июня 2004 года главы государств и правительств Североатлантического альянса предложили странам Ближнего Востока присоединиться в совместным усилиям для усиления стабильности в регионе, в частности в сфере безопасности.  Это предложение, известное под названием «Стамбульская инициатива о сотрудничестве», был адресовано в первую очередь странам, входящим в Совет сотрудничества арабских государств Персидского залива: Бахрейну, Катару, Кувейту, Объединенным Арабским Эмиратам, Оману и Саудовской Арвии. В декабре 2004 года к СИС присоединился Кувейт, в феврале 2005 года — Бахрейн и Катар, а в июне 2005 года ОАЭ. Саудовская Аравия и Оман решили не входить в СИС, но и не отвергли приглашению полностью.
СИС была внедрена в очень сложное время, когда силы НАТО, до этого отсутствующие в Персидском заливе, были вовлечены в этот стратегически важный регион в рамках Международных сил содействия безопасности (ISAF), введённых в Афганистане 20 декабря 2001 года резолюцией Совета Безопасности ООН № 1386. Миссия ISAF происходила параллельно с американо-британской операцией «Несокрушимая свобода», нацеленной на уничтожение сил Аль-Каиды и Талибана после теракты 11 сентября 2001 года. С помощью СИС Альянс пытался успокоить нефтедобывающие монархии региона и предупредить возможную критику относительно своего влияния на страны Персидского залива.
Как и в Средиземноморском диалоге, партнёрство в Стамбульской инициативе о сотрудничестве базируется во многом на географической близости партнёров.

## Формы сотрудничества НАТО и СИС
Сотрудничество в рамках СИС сосредоточивается на таких аспектах:
- реформирования вооружённых сил через усиление взаимодействия между военным и общественным секторами, внедрение новых бюджетных процедур и механизмов планирования в оборонной сфере;
- способность к совместному выполнению задач (достигается благодаря совместным обучением и тренингам, а также просветительским мероприятиям);
- борьба с терроризмом, в частности, путём обмена данными разведки;
- борьба с распространением оружия массового поражения;
- содействия безопасности границы;
- сотрудничество в сфере гражданского планирования в чрезвычайных ситуациях (в частности, при экологических катастрофах).

С начала СИС задумывалась более амбициозной и со значительно более активным сотрудничеством между странами. Однако отдельные члены НАТО (в частности Франция и Испания), обеспокоены возможностью того, что СИС нивелирует работу Средиземноморского диалога, помешали такому варианту.
Отношения между НАТО и СИС существенно улучшились. Они обеспечивали логистическую и другие типы поддержки в войне в Афганистане; играли значительную политическую и военную роль во время операции «Unified Protector» в Ливии. Региональный центр СИС, задачей которого является содействие углублению сотрудничества стран СИС с НАТО, открыт в Кувейте. Страны СИС особенно заинтересованы в углублении сотрудничества с НАТО в сферах энергетики, морского дела и кибербезопасности.

## Проблемы
Несмотря на фактическое достижение целей, поставленных перед Инициативой на Стамбульском саммите НАТО, во взаимодействии между странами СИС и НАТО существует ряд препятствий. Французский учёный Пьер Разу выделяет следующие их группы:
В странах Стамбульской инициативы:
- негативный имидж НАТО в регионе;
- невхождение Саудовской Аравии и Омана к Инициативе;
- отсутствие общего стратегического видения (в частности, по вопросам Ирака, Ирана и Йемена);
- конкуренция среди стран Аравийского полуострова;
- недоверие правящих семей к армии (постоянное опасения стать жертвами военного переворота, как это неоднократно случалось в арабском мире);
- значимость двусторонних соглашений и их преимущество над многосторонними;
- продолжение палестино-израильского конфликты, негативно влияет на восприятие Западного мира в целом;
- отсутствие соглашения о статусе сил между странами НАТО и СИС;
- чрезмерная персонализация рабочих отношений.

 В странах НАТО: 
- нежелание отдельных союзников принять присутствие сил НАТО в Персидском заливе;
- преследования отдельными странами-членами НАТО собственного коммерческого интереса в регионе;
- финансовые ограничения;
- опасения быть втянутыми в конфликт на Ближнем Востоке.

## Дальнейшее развитие взаимодействия в рамках Инициативы
Генеральный секретарь НАТО Андерс Фог Расмуссен на своей первой после вступления в должность пресс-конференции сообщил, что усиление сотрудничества Альянса со странами Средиземноморского диалога и Стамбульской инициативы сотрудничества будет одним из трёх приоритетных направлений во время его руководства.
Во время  Лиссабонского саммита НАТО в 2010 году была утверждена новая Стратегическая концепция защиты и безопасности членов НАТО. В тексте Концепции упоминается и СИС:

Мы придаем большое значение миру и стабильности в регионе Персидского залива и намерены укреплять наше сотрудничество в рамках Стамбульской инициативы сотрудничества. Мы будем стремиться к…  развитию более глубокого партнёрства в области безопасности с нашими партнёрами в Персидском заливе и, как и раньше, готовы приветствовать новых партнёров в рамках Стамбульской инициативы сотрудничества.
Оригинальный текст (англ.)We attach great importance to peace and stability in the Gulf region, and we intend to strengthen our cooperation in the Istanbul Cooperation Initiative. We will aim to ... develop a deeper security partnership with our Gulf partners and remain ready to welcome new partners in the Istanbul Cooperation Initiative.

Во время следующего саммита, который состоялся в Чикаго в 2012 году, главы государств и правительств Организации Североатлантического договора обязались и дальше усиливать политический диалог и практическое сотрудничество, а также подтвердили готовность к тому, чтобы к инициативы присоединялись новые участники, в частности Оман и Саудовская Аравия.
В декларации по итогам Уэльского саммита 2014 в который раз была подтверждена готовность к дальнейшему сотрудничеству между НАТО и СИС и отмечен устойчивый прогресс в отношениях в рамках Инициативы.